# Baliga asakurae
Baliga asakurae is een insect uit de familie van de mierenleeuwen (Myrmeleontidae), die tot de orde netvleugeligen (Neuroptera) behoort. 
Baliga asakurae is voor het eerst wetenschappelijk beschreven door Okamoto in 1910.